# Lustrzany taniec
Lustrzany taniec (tyt. oryg. Mirror Dance) – powieść fantastycznonaukowa amerykańskiej pisarki Lois McMaster Bujold, ósma w Sadze Vorkosiganów. Powieść otrzymała nagrody Hugo oraz Locusa w 1995 r.

## Fabuła
Powieść zaczyna się gdy Mark Vorkosigan, klon czy też brat Milesa, podając się za niego angażuje flotę Dendarii w akcje na Obszarze Jacksona polegającą na uratowaniu 50 hodowanych tam klonów. Akcja kończy się fiaskiem. Miles musi przybyć z pomocą i zostaje bardzo ciężko ranny, a jego zamrożone ciało wysłane w nieznanym kierunku. Tymczasem Mark ląduje u swoich nowo poznanych rodziców na Barrayarze.